# Konstantin Kapıdağlı

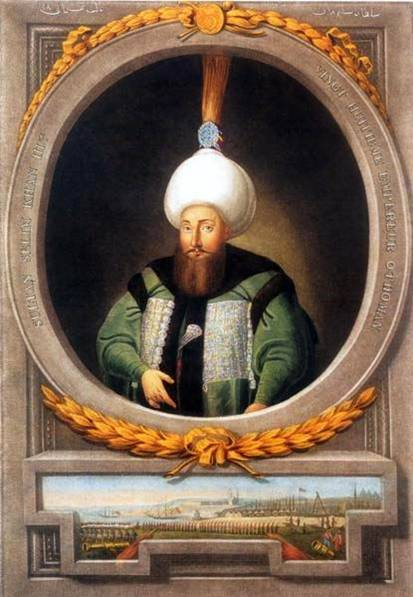
Selim III de la sèrie Kapıdağlı

Konstantin Kapıdağlı, nascut Konstantinos Kyzikinos (grec: Κωνσταντίνος Κυζικηνός), era un pintor de cort grecootomà, que va viure a cavall dels segles XVIII i XIX. La majoria de les seves obres van ser creades entre 1789 i 1806.
El seu conjunt de retrats dedicat als sultans otomans és conegut com les sèries Kapıdağlı(1804–1806). La majoria del sultans eren morts quan els va pintar i, en conseqüència, les seves cares són idealitzades i imaginatives. A diferència d'anteriors retrats de soldans, en aquest conjunt d'olis les figures apareixen emmarcades, amb imatgeria addicional a sota en la qual es descriu una escena de la vida de cadascun. El seu estil va establir un model per al retratisme de monarques otomans del segle xix. La sèrie es troba al palau de Topkapı a Istanbul.
El sultà Selim III també va encarregar a Kapıdağlı que realitzés una sèrie de gravats dels sultans otomans. Tanmateix, després de la destitució d'aquest soldà l'any 1807, l'encàrrec va ser suspès. El projecte el va reprendre John Young, gravador britànic, qui va publicar la seva Sèrie de Retrats dels Emperadors de Turquia el 1815 sota el regnat Mahmud II.

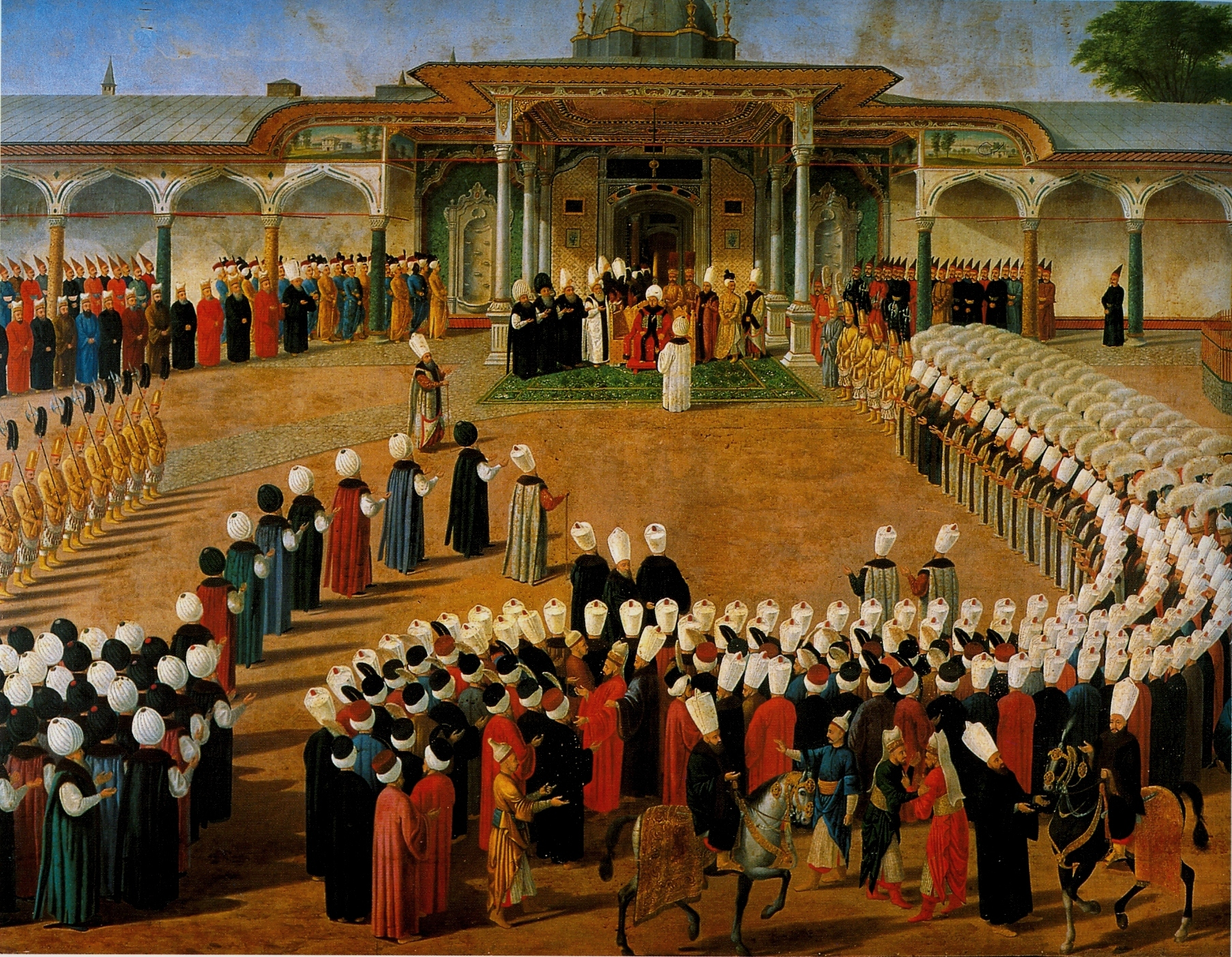
Cerimònia de coronació del sultà Selim III, circa 1789

El quadre de Kapıdağlı Cerimònia d'entronització del sultà Selim III  és un dels primers olis sobre tela pintat per un artista otomà. Kapıdağlı també va experimentar en aquesta obra la perspectiva tridimensional, que era molt rara a la cultura otomana del seu temps (ben al contrari del que succeïa a la pintura europea).
Les dates i els llocs del seu naixement i la seva mort són desconeguts.